# Chioma Ajunwa
Chioma Ajunwa, nigerijska atletinja, * 25. december 1971, Umuihiokwu Mbaise, Imo, Nigerija.
Chioma Ajunwa je nastopil na Poletnih olimpijskih igrah 1996 v Atlanti, kjer je osvojila naslov olimpijske prvakinje v skoku v daljino ter peto mesto v štafeti 4x100 m in uvrstitev v polfinale teka na 100 m. Leta 1997 je postala svetovna dvoranska podprvakinja v skoku v daljino.